# (37049) 2000 UC38
2000 UC38 (asteroide 37049) é um asteroide da cintura principal. Possui uma excentricidade de 0.19571700 e uma inclinação de 1.47426º.
Este asteroide foi descoberto no dia 24 de outubro de 2000 por LINEAR em Socorro.